# Michael Ngadeu-Ngadjui
Michael Ngadeu-Ngadjui (Maroua, 23 de novembro de 1990), é um futebolista Camarônes que atua como zagueiro. Atualmente, joga pelo Beijing Guoan.

## Carreira
Michael Ngadeu-Ngadjui representou o elenco da Seleção Camaronesa de Futebol no Campeonato Africano das Nações de 2017.

## Títulos
Seleção Camaronesa
- Campeonato Africano das Nações: 2017